# Saison 2008 de l'équipe cycliste Roubaix Lille Métropole
La saison 2008 de l'équipe cycliste Roubaix Lille Métropole est la deuxième de cette équipe.

## Coureurs et encadrement technique

### Effectif
| Cycliste            | Date de naissance | Nationalité | Équipe 2007                                  |
| ------------------- | ----------------- | ----------- | -------------------------------------------- |
| Aivaras Baranauskas | 6 avril 1980      | Lituanie    | Agritubel                                    |
| Jean-Marc Bideau    | 8 avril 1984      | France      | Unibet.com Continental                       |
| Pierre Cazaux       | 7 juin 1984       | France      | Néo-professionnel (Entente Sud Gascogne)     |
| Bastien Delrot      | 1er mai 1986      | France      | ESEG Douai                                   |
| Florian Guillou     | 29 décembre 1982  | France      | Unibet.com Continental                       |
| Mickaël Larpe       | 30 août 1985      | France      | Roubaix Lille Métropole                      |
| Alexandre Lemair    | 25 octobre 1988   | France      | USSA Pavilly Barentin                        |
| Paul Moucheraud     | 14 septembre 1980 | France      | Chambéry CF                                  |
| Denis Robin         | 27 juin 1979      | France      | Agritubel                                    |
| Steven Tronet       | 14 octobre 1986   | France      | Roubaix Lille Métropole                      |
| Florian Vachon      | 2 janvier 1985    | France      | Néo-professionnel (EC Montmarault-Montluçon) |

## Bilan de la saison

### Victoire
| Date       | Course                          | Pays   | Classe | Vainqueur     |
| ---------- | ------------------------------- | ------ | ------ | ------------- |
| 12/06/2008 | 1re étape de la Ronde de l'Oise | France | 2.2    | Steven Tronet |